# Invaders Must Die (canción)
«Invaders Must Die» es el decimoctavo sencillo lanzado por la banda británica de música electrónica The Prodigy. Fue lanzado desde el sitio web de la banda como descarga digital gratuita el 26 de noviembre de 2008. Fue el primer sencillo del álbum homónimo. La descarga se anunció el 24 de noviembre, en un boletín enviado a los fanáticos, y se emitió por primera vez en el programa Radio 1 de Zane Lowe como su «Disco más popular del mundo» el 26 de noviembre. La canción fue coproducida por Does It Offend You, Yeah?. Liam Howlett describió esto a la edición de Dubái de Time Out como «una pista electrónica con un sonido muy abrasivo, algo diferente a todo lo que hemos hecho antes». Aunque no es un sencillo comercial, la pista se ubicó en el puesto 49 en la lista de sencillos del Reino Unido el 1 de marzo de 2009,  mientras que el remix de Chase & Status alcanzó el puesto 53 en la lista de sencillos de Aria de Australia y el 7 en la lista de baile de Aria. El 30 de noviembre de 2009, la versión reamplificada de Liam fue lanzada como un EP con los remixes de la cara B Mescaline y Thunder.
James Rushent coprodujo partes de la canción en una computadora portátil mientras estaba de gira con su banda, al igual que «Omen». Dijo que trabajaría en la canción temprano en la mañana y se la enviaría por correo electrónico a Liam Howlett.

## Video musical
El video musical presenta al actor Noel Clarke caminando por la campiña británica y encontrando o creando el logotipo de la «hormiga» de The Prodigy. Entre otros lugares, pasa frente a los espejos acústicos de Denge y al final está parado en uno de los fuertes de Maunsell en el estuario del Támesis. Por unos segundos se puede ver a la banda en el video.

## Invaders EP
El 30 de noviembre de 2009, «Invaders» se lanzó como un EP en CD y un disco de vinilo verde transparente de 7 pulgadas de edición limitada. El extended play está clasificado como un sencillo de la edición especial de Invaders Must Die, que fue el álbum original lanzado en febrero de 2009 con tres bonus tracks y un CD de remezclas, un DVD de los videos musicales de «Invaders Must Die» y un folleto de 48 páginas. La edición especial de »Invaders Must Die» se lanzó el 3 de noviembre de 2009.

### Lista de canciones
| Sencillo CD |                                                  |          |  |
| N.º         | Título                                           | Duración |  |
| 1.          | «Invaders Must Die» (Liam H Re-amped Version)    | 2:56     |  |
| 2.          | «Mescaline»                                      | 4:58     |  |
| 3.          | «Thunder» (Arveene & Misk's Storm-Warning Remix) | 5:27     |  |
| 4.          | «Invaders Must Die» (Proxy remix)                | 4:03     |  |

| Vinilo 7" |                                               |          |  |
| N.º       | Título                                        | Duración |  |
| 1.        | «Invaders Must Die» (Liam H Re-amped Version) | 2:56     |  |
| 2.        | «Thunder» (Doorly Remix)                      | 4:21     |  |

## Personal

### The Prodigy
- Liam Howlett: teclados, producción y programación

### Músicos adicionales
- James Rushent: coproductor

## Posicionamiento en listas
| Lista (2009)                          | Mejor posición |
| ------------------------------------- | -------------- |
| Australia (ARIA) Chase & Status mix   | 58             |
| Reino Unido (Official Charts Company) | 49             |